# Jedenáctka (Stranger Things)
Jedenáctka (v anglickém znění Eleven, zkráceně El) je fiktivní a hlavní postava z amerického sci-fi hororového Stranger Things vyrobeného společností Netflix. Postavu ztvárňuje britská herečka Millie Bobby Brownová. Jedenáctka má telekinetické a telepatické schopnosti. Poté, co je adoptována náčelníkem policie Jimem Hopperem, se jejím úředním jménem stane Jane Hopperová.

## Život
Jedenáctka je dcerou Teresy „Terry“ Ivesové, účastnice experimentů projektu MKULTRA, které prováděla CIA. Když použije své superschopnosti, dočasně zeslábne a z nosu jí teče krev. Po narození byla Jedenáctka odebrána své matce doktorem Martinem Brennerem a byla vychovávána v Hawkinské národní laboratoři v Indianě jako experimentální subjekt, kde experimentovali s jejími telekinetickými a telepatickými schopnostmi. Když se ponoří do relaxační deprivační nádrže, dokáže vstupovat do jiných dimenzí. Jedenáctka také otevřela bránu mezi Hawkinskou národní laboratoří a dimenzí Vzhůru nohama. Příšera žijící v této dimenzi tedy může cestovat mezi klasickým světem a dimenzí Vzhůru nohama.

## Vývoj

### Koncepce apsaní scénáře
Bratři Dufferovi vytvořili postavu Jedenáctky s povahou outsidera na základě osob, které přežily experimenty projektu MKULTRA, a inspirovali se také filmem E.T. – Mimozemšťan. Dále také čerpali inspiraci v anime seriálu Elfen Lied a filmu Akira. Dufferovi řekli, že „chtěli, aby měla z minulosti tajemství a také aby působila trochu děsivě“. Stranger Things měl být původně minisérie s tím, že se Jedenáctka v posledním dílu obětuje. Netflix si však přál, aby seriál pokračoval druhou řadou, a tak se Dufferovi rozhodli tuto postavu ponechat naživu.

### Casting
Podle tvůrců bylo nejtěžší obsadit roli Jedenáctky, i přesto, že měla málo replik. Chtěli dětského herce, který by dokázal zahrát mnoho emocí. Dufferovi se obávali, že nenajdou nikoho, kdo by dokázal zahrát tolik emocí beze slov. Jakmile našli herečku Millie Bobby Brownovou, popsali ji jako „někoho výjimečného s prazvláštním strašidelným talentem“. Brownová se kvůli roli musela nechat ostříhat. Zpočátku se toho ona i její rodiče obávali. Poté, co jí ukázali fotografii Charlize Theronové v roli Furiosy ve filmu Šílený Max: Zběsilá cesta, s ostříháním souhlasila.

## Recenze a ocenění
Postava i výkon Brownové získaly uznání kritiků; Alice Vincent z deníku The Daily Telegraph napsala: „Millie Bobby Brownová je i nadále hvězdou seriálu: inspirovala umění a tetování fanoušků, přinesla celosvětové uznání značce Eggos, vyrábějící vafle, které její postava pojídá, a dala zcela nový život frázi ‚mouth breather'."
Ashley Hoffman z časopisu Time navrhla Jedenáctku jako maskota pro Národní den vaflí.
Lenika Cruz z magazínu The Atlantic nicméně řekla, že „navzdory bohatému příběhu je Jedenáctka nejtenčeji načrtnutou protagonistkou seriálu“.
Na 69. a 70. ročníku udílení cen Emmy v letech 2017 a 2018 za svůj výkon Brownová obdržela nominace v kategorii nejlepší herečka ve vedlejší roli v dramatickém seriálu. Na předávání Filmových a televizních cen MTV 2017 byla nominována v kategoriích nejlepší hrdina a nejlepší herec v seriálu, přičemž v druhé kategorii zvítězila. Na 43. ročníku udílení cen Saturn získala cenu za nejlepší výkon mladého herce/herečky v seriálu. V letech 2017 a 2018 byla dvakrát nominována na Cenu Sdružení filmových a televizních herců za nejlepší ženský herecký výkon v dramatickém seriálu.